# Lucilia fulgida
Lucilia fulgida este o specie de muște din genul Lucilia, familia Calliphoridae, descrisă de Zetterstedt în anul 1845.
Este endemică în Sweden. Conform Catalogue of Life specia Lucilia fulgida nu are subspecii cunoscute.